# Харифийская культура
Харифская, или харифийская археологическая культура, (англ. Harifian) — региональная эпипалеолитическая культура, существовавшая на территории пустыни Негев.

## Датировка и распространение
Энди Бёрнс датирует харифийскую культуру около 8800—8200 гг. до н. э. Область её распространения — Синай и Негев. Синхронна последним этапам натуфийской культуры и докерамического неолита A.

## Жилища
Подобно натуфийской культуре, для харифийской характерны полуподземные жилища. Эти жилища обычно сложнее по архитектуре и оформлению, чем натуфийские. Впервые на этой территории среди каменного инвентаря встречаются наконечники стрел.

## Орудия
Микролитические наконечники — характерная особенность харифийской индустрии, включающие новаторство — наконечники харифийского типа. Офер Бар-Йосеф (Bar-Yosef 1998) полагает, что их наличие указывает на усложнение методов охоты. По форме микролиты представляют собой лунообразные, равнобедренные и другие треугольники, обработанные с ретушью. Найдены также несколько лунообразных микролитов типа Хельва (Helwan). Эта индустрия совершенно отличается от индустрии пустынной натуфийской культуры, в инвентаре которой полностью отсутствуют треугольные наконечники.

## Состав
Внутри харифийской культуры выделяются две основных группы. Первая состояла из эфемерных стоянок на севере Синая и западе пустыни Негев, где каменные наконечники составляют до 88 % всех микролитов, вместе с немногочисленными лунообразными фигурами и треугольниками. Вторая группа состоит из базовых стоянок и небольших кострищ в пустыне Негев, и в её инвентаре лунообразные микролиты и треугольники преобладают над наконечниками стрел. Эти группы представляют собой скорее функциональную специализацию, чем хронологическое различие. Наличие наконечников хиамского типа в ряде памятников указывает на связи с другими территориями доисторического Леванта.

## Связи
Харифийская культура поддерживала тесные связи с позднемезолитическими культурами Файюма и Восточных пустынь Египта, чей инвентарь каменных орудий похож на харифийский. Юрис Заринс предполагал, что данная культура позднее переняла скотоводство у соседней культуры докерамического неолита B, что привело к возникновению Аравийского кочевого пастушеского комплекса (Circum Arabian Nomadic Pastoral Complex) — группы культур, освоивших кочевое пастушество, от которой, вероятно, протосемитский язык распространился по региону.